# Maciej Stryjkowski
Maciej Stryjkowski (Stryków, 1547 circa – 1593 circa) è stato uno storico, scrittore e poeta polacco-lituano, noto soprattutto per essere l'autore della Cronaca di Polonia, Lituania, Samogizia e di tutta la Rutenia (1582), il primo libro a stampa sulla storia della Lituania.

## Biografia
Nacque verso il 1547 a Stryków, un villaggio del ducato di Masovia. Studiò in una scuola della cittadina di Brzeziny, sempre in Masovia, dopodiché si arruolò nell'esercito della Confederazione polacco-lituana e fu impiegato nel Granducato di Lituania, sebbene non sia certo che abbia preso parte ad una guerra. Verso il 1573, quando aveva circa 25 anni, si congedò e divenne un protetto di Merkelis Giedraitis, vescovo di Samogizia. Stryjkowski fu ordinato presbitero e fu nominato prevosto della parrocchia di Georgenburg, un piccolo villaggio al confine tra Lituania e Prussia.
Qui dedicò la sua vita a scrivere una cronaca monumentale della Polonia-Lituania, pubblicata a Königsberg nel 1582. Il libro ebbe come titolo Kronika Polska, Litewska, Żmódzka y wszystkiej Rusi Kijowskiey, Moskiewskiey, Siewierskiey(...) y rozmaite przypadki woienne y domowe, pruskich, mazowieckich, pomorskich y inszych krain Królestwu Polskiemu y Wielkiemu Xięstwu Litewskiemu przyległych(...)  ed è un classico della letteratura polacca. È una fonte importante della storia della Confederazione polacco-lituana dalle radici leggendarie fino al 1581. Alcuni frammenti dell'opera sono scritti in lituano.. Incoraggiò anche la nobiltà lituana ad utilizzare il lituano.

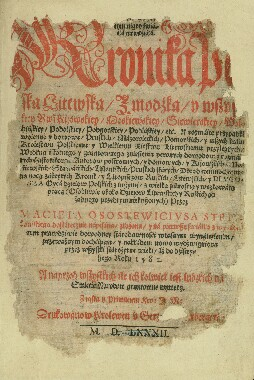
Il frontespizio della Cronaca

La Cronaca era derivata da cronache precedenti scritte da Jan Długosz e da Maciej Miechowita, ma comprendeva anche racconti popolari e leggende rutene . Ebbe subito larga diffusione presso la szlachta e spesso si nota che Stryjkowski fu uno degli autori polacco-lituani a modellare l'identità nazionale lituana, giacché le sue opere furono in seguito citate e copiate da dozzine di scrittori e cronisti. Fino al XIX secolo le opere di Stryjkowski erano considerate le fonti principali sulla storia remota del granducato di Lituania. Solo con all'avvento della moderna storiografia la Cronaca iniziò ad essere criticata e dibattuta, soprattutto per la parzialità verso i magnati, la mancanza di distinzione fra leggende e resoconti storici e la teoria secondo cui le famiglie nobili lituane avessero origine dall'Impero romano.
Nel 1577 Stryjkowski compose un grande poema epico: O początkach, wywodach, dzielnościach, sprawach rycerskich i domowych sławnego narodu litewskiego, żemojdzkiego i ruskiego, przed tym nigdy od żadnego ani kuszone, ani opisane, z natchnienia Bożego a uprzejmie pilnego doświadczenia ("Sugli esordi, fatti, imprese, notizie cavalleresche e familiari della gloriosa nazione lituana, samogizia e rutena, finora mai trattati né descritti da nessuno, esposti per ispirazione di Dio e personale esperienza"), che fu pubblicato postumo.
Maciej Stryjkowski morì verso il 1593, ma il luogo e la data esatta della morte sono sconosciuti.